# Ceratozetes nanus
Ceratozetes nanus är en kvalsterart som beskrevs av Subías 200. Ceratozetes nanus ingår i släktet Ceratozetes och familjen Ceratozetidae. Inga underarter finns listade i Catalogue of Life.